# World Athletics
World Athletics, voorheen International Association of Athletics Federations (IAAF), is de wereld-atletiekbond. Oorspronkelijk opgericht in 1912 in Stockholm met de naam 'International Amateur Athletics Federation'. Sinds 1982 werden de regels voor de amateurstatus steeds minder belangrijk en in 2001 verdween de term 'Amateur' uit de naam. Sinds 2019 is de naam World Athletics. World Athletics is gehuisvest in Monaco.

## Toernooien en titels
World Athletics organiseert de volgende toernooien:
| Evenement                                 | Frequentie  |
| ----------------------------------------- | ----------- |
| Wereldkampioenschappen atletiek           | Elke 2 jaar |
| Wereldkampioenschappen indooratletiek     | Elke 2 jaar |
| Wereldkampioenschappen veldlopen          | Elke 2 jaar |
| Wereldkampioenschap halve marathon        | Elke 2 jaar |
| Wereldkampioenschappen atletiek op de weg | Afgeschaft  |
| Wereldkampioenschappen atletiek onder 20  | Elke 2 jaar |
| Wereldkampioenschappen atletiek onder 18  | Elke 2 jaar |
| Wereldbeker snelwandelen                  | Elke 2 jaar |
| Wereldbeker atletiek                      | Elke 4 jaar |
| Diamond League                            | Elk jaar    |
| World Athletics Relays                    | Elke 2 jaar |

Ook bekroont World Athletics elk jaar de beste atleet en atlete van het jaar met de titel "Wereldatleet van het jaar".

## Presidenten
| Naam            | Land                | Periode      |
| --------------- | ------------------- | ------------ |
| Sigfrid Edström | Zweden              | 1912 - 1946  |
| David Burghley  | Verenigd Koninkrijk | 1946 - 1976  |
| Adriaan Paulen  | Nederland           | 1976 - 1981  |
| Primo Nebiolo   | Italië              | 1981 - 1999  |
| Lamine Diack    | Senegal             | 1999 - 2015  |
| Sebastian Coe   | Verenigd Koninkrijk | 2015 - heden |

## Werelddeelbonden
-  Confédération Africaine d'Athlétisme (CAA)
-  Asian Athletics Association (AAA)
-  European Athletic Association (EAA)
-  North American, Central American and Caribbean Athletic Association (NACAC)
-  Oceania Athletic Association (OAA)
-  Confederación Sudamericana de Atletismo (CONSUDATLE)